# What Hits!?
What Hits!? jest albumem kalifornijskiego zespołu rockowego Red Hot Chili Peppers wydany w 1992 roku. Zawiera on największe przeboje grupy od początku jej istnienia.

## Lista utworów
CD
1. „Higher Ground” (Wonder) – 3:21
2. „Fight Like a Brave” – 3:47
3. „Behind the Sun” – 4:45
4. „Me & My Friends” – 3:05
5. „Backwoods” – 3:06
6. „True Men Don't Kill Coyotes” – 3:36
7. „Fire" (Jimi Hendrix) – 2:01
8. „Get Up and Jump” – 2:50
9. „Knock Me Down” – 3:43
10. „Under the Bridge” – 4:24
11. „Show Me Your Soul” – 4:22
12. „If You Want Me to Stay” (Sly & the Family Stone) – 4:06
13. „Hollywood (Africa)” (The Meters) – 4:58
14. „Jungle Man” – 4:04
15. „The Brothers Cup” – 3:24
16. „Taste the Pain” – 4:34
17. „Catholic School Girls Rule” – 1:55
18. „Johnny, Kick a Hole in the Sky” – 5:10

DVD
1. „Behind the Sun” – 4:17
2. „Under the Bridge” – 4:24
3. „Show Me Your Soul” – 4:22
4. „Taste the Pain” – 4:34
5. „Higher Ground” (Wonder) – 3:21
6. „Knock Me Down” – 3:43
7. „Fight Like a Brave” – 3:47
8. „Jungle Man” – 4:04
9. „True Men Don't Kill Coyotes” – 3:36
10. „Catholic School Girls Rule” – 1:55
11. „Fire” (Live at Finland) – 2:01
12. „Stone Cold Bush” (Live) – 3:37
13. „Party On Your Pussy” (Live) – 4:05
14. „Subway To Venus” (Live) – 4:22